# P. Veeramuthuvel
P. Veeramuthuvel este un om de știință indian, angajat al Organizației Indiene de Cercetare Spațială⁠(d) (în engleză Indian Space Research Organisation – ISRO). Este directorul de proiect al misiunii Chandrayaan-3.

## Biografie
Veeramuthuvel își trage originea din districtul Villupuram⁠(d) al Tamil Nadu, India. A urmat școala feroviară din Villupuram și a obținut o diplomă în inginerie mecanică la un colegiu politehnic privat. A făcut studiile de licență la o universitate privată din Chennai și studiile postuniversitare la Institutul Indian de Tehnologie din Madras⁠(d). S-a alăturat ISRO⁠(d) în 1989, unde a lucrat la mai multe proiecte și a ocupat diverse funcții. O perioadă, a fost director adjunct al Programului de infrastructură spațială al biroului principal al ISRO. În 2019, Veeramuthuvel a fost numit director al misiunii Chandrayaan-3. A succedat-o în această funcție pe Muthayya Vanitha⁠(d), care a fost directorul de proiect al misiunii Chandrayaan-2⁠(d). Veeramuthuvel a jucat și el un rol esențial în misiunea Chandrayaan-2, coordonând cu NASA baza științifică a proiectului.